# Mann im Mond (Lied)
Mann im Mond ist ein Lied der deutschen A-cappella- und Popband Die Prinzen aus dem Jahr 1991.

## Entstehung und Veröffentlichung
Das Lied wurde von Prinzen-Mitglied Tobias Künzel geschrieben und komponiert. Für die Produktion zeichnete Annette Humpe verantwortlich.
Mann im Mond erschien 1991 als Single bei Hansa Records. Diese erschien als 7″-Single mit eine A-cappella-Version als B-Seite sowie als CD-Maxi-Single, die um das Lied Betriebsdirektor als zweite B-Seite erweitert wurde. Am 9. September 1991 erschien das Lied als Teil des Prinzen-Debütalbums Das Leben ist grausam. Im Jahr 2010 nahm die Band eine neue Version für die Kompilation Es war nicht alles schlecht auf.

## Charts und Chartplatzierungen
| ChartsChartplatzierungen | Höchstplatzierung | Wochen |
| ------------------------ | ----------------- | ------ |
| Deutschland (GfK)        | 30 (17 Wo.)       | 17     |

## Coverversionen (Auswahl)

### Coverversion von Groove Coverage
Das deutsche Danceprojekt Groove Coverage veröffentlichte im Jahr 2006 eine Coverversion unter dem Titel On the Radio (englisch für „Im Radio“). Wie dem Titel zu entnehmen ist, handelt es sich um ein englischsprachiges Cover, mit einem neuen Text von Groove-Coverage-Mitglied Axel Konrad sowie den Koautoren David Sobol und Ole Wierk. Die Autoren zeichneten zugleich für die Produktion zuständig.
Die Erstveröffentlichung erfolgte als Single am 11. Januar 2006. Diese erschien als 2-Track-CD-Single mit zwei Remixversionen. Im Laufe des Jahres erschienen europaweit diverse Singleausführungen, die sich durch die Anzahl und Auswahl der B-Seiten unterscheiden. Am 7. Juli 2006 erschien das Lied als Teil des dritten Groove-Coverage-Studioalbums 21st Century.
| ChartsChartplatzierungen | Höchstplatzierung | Wochen |
| ------------------------ | ----------------- | ------ |
| Deutschland (GfK)        | 21 (9 Wo.)        | 9      |
| Österreich (Ö3)          | 23 (10 Wo.)       | 10     |

### Weitere Coverversionen
- 2021: Anstandslos & Durchgeknallt feat. Harry[5]